# Chance Rides
Chance Rides, LLC est une société de construction d'attractions et de montagnes russes.
Chance Manufacturing Company, Inc. est fondée par Harold Chance en 1961 à Wichita, Kansas. En 1985, lorsque Harold prend sa retraite, la société évolue en Chance Industries, Inc., avec ses filiales : Chance Rides, Chance Coach et Chance Engineering. Devenue Chance Morgan à la suite du rachat de D. H. Morgan Manufacturing en 2001, la société familiale reprend le nom Chance Rides en 2011.

## Histoire

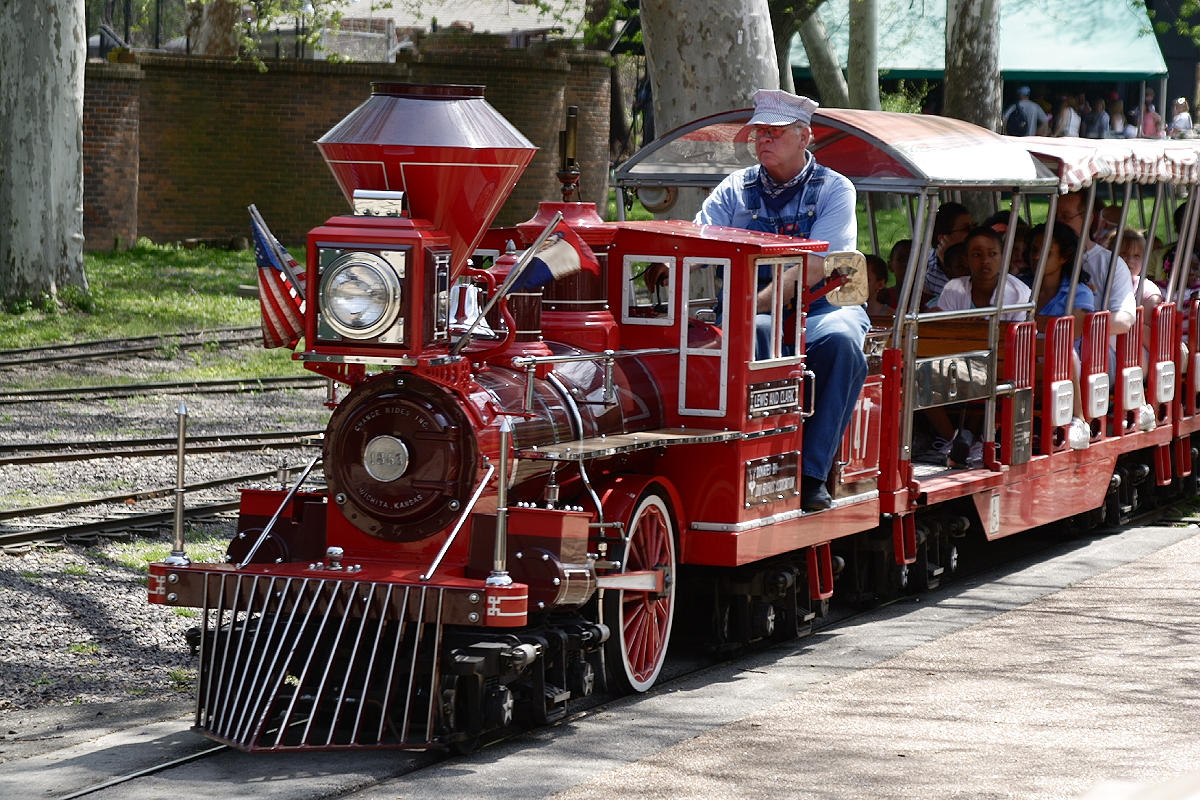
C.P. Huntington train au parc zoologique de Saint-Louis.

Chance Manufacturing a été constituée en 1961 par Richard H. (Harold) Chance. Harold Chance était impliqué dans le secteur du divertissement depuis 1946, construisant de petits trains pour l'Ottaway Amusement Company. Il a conçu une réplique à voie étroite du CP Huntington, une locomotive à vapeur bien connue construite en 1863 pour le Southern Pacific Railroad. 
En 1967, Chance commence à produire des tramways Starliner sous la filiale Chance Coach. En 1970, Chance acquiert les actifs de la société Allan Herschell Company. Richard G. Chance (Dick Chance), le fils d'Harold, prend le contrôle de l'entreprise et créé Chance Industries, Inc. en 1985 pour superviser les différentes divisions : Chance Rides, Chance Coach et Chance Operations. En décembre 1986, Chance acquiert alors Bradley & Kaye, un fabricant d'attractions spécialisé dans les manèges pour enfants et les figurines de carrousels. En 1998, Michael, le fils aîné de Dick, rejoint l'entreprise et contribue à la développer.
En 2001, la société fait l'acquisition des conceptions de montagnes russes de D. H. Morgan Manufacturing en Californie et prend le nom Chance Morgan Coasters, Inc. aussi connu sous le nom Chance Morgan. La fabrication a été transférée à son siège social de Wichita tandis que l'ingénierie est restée en Californie. John Chance rejoint l'entreprise en 2016, travaillant aux côtés de son frère Michael dans l'ingénierie et le développement de nouveaux produits avant le décès de ce dernier la même année. Michael a été président de Chance Ride jusqu'à son décès en 2016.
En 2011, la société réintroduit le nom Chance Rides qui englobe Chance Morgan Coasters, Inc. et Chance Rides Manufacturing. Le 17 septembre 2011, la publication spécialisée Amusement Today décerne à Chance Rides le Golden Ticket Award du fournisseur de l'année, en l'honneur du 50e anniversaire de l'entreprise.
En 2023, Chance Rides est vendue à la société de capital-investissement Permanent Equity, basée dans le Missouri.

## Attractions actuelles
- 20' Carrousel
- 28' Carrousel
- 36' Double Decker Carrousel
- 28' Double Decker Carrousel
- 36' Carrousel
- 36' Double Decker Carrousel
- 50' Grand Carrousel
- Aviator
- "C.P. Huntington" 24" gauge miniature train
- Century Wheel
- DGW35 Gondola Wheel
- DGW45 Gondola Wheel
- Electric Cars
- Family Coaster
- Freestyle
- Giant Wheel
- Hypercoasters
- Hyper GT-X Coaster
- Observation Wheel
- Pharaoh's Fury
- R60 Giant Wheel
- R80XL Giant Wheel
- Revolution 20
- Revolution 32
- Tramstar HD
- Tramstar LFT
- Trabant-Wipeout
- UniCoaster
- Yo Yo
- Zipper (en)

## Anciennes Attractions
- Astro Wheel
- Billiard Ball Tea Cups
- Casino
- Chaos
- Falling Star
- Flying Bobs
- Inverter
- Music Fest
- Observation Tower
- Olympia Bobs
- Radar
- Rok-N-Rol
- Rotor
- Sea Dragon
- Sky Diver
- Sky Wheel
- Slingshot
- Space Shuttle
- Star Fighter
- Thunderbolt
- Toboggan
- Trabant
- Turbo
- Twister
- Wagon Wheel